# Lucas Peyresblanques
Lucas Peyresblanques (Bayonne, 20 gennaio 1998) è un rugbista a 15 francese, che gioca come tallonatore nello Stade français.

## Biografia

### Carriera di club
Da ragazzo Lucas intraprende una carriera di giocatore di trinquet, uno dei giochi tradizionali dei Paesi Baschi francesi, soprattutto nella città di Port-de-Lanne: nel dicembre 2012 vince anche il campionato France Espoirs in coppia con Antoine Courpon. Successivamente Lucas passa alla pratica del rugby nelle giovanili del Biarritz, fino a venire aggregato nella academy (Pôle Espoirs) di Bayonne della squadra basca, per poi esordire nella squadra maggiore nell'agosto 2017 contro il Carcassonne.
Nel maggio 2020 rinnova con il Biarritz il suo contratto fino al giugno 2023. Nell'aprile 2022, lo Stade français comunica l'arrivo di Peyresblanques nella squadra parigina insieme al suo compagno di squadra nel Biarritz Mathieu Hirigoyen.

### Carriera internazionale
Dopo aver collezionato alcune presenze nella nazionale francese Under-18, nel 2018 viene convocato dalla nazionale Under-20 in occasione del Sei Nazioni di categoria di quell'anno; Peyresblanques viene schierato titolare in tutte le cinque partite del torneo.